# Roger de Montbray
Roger de Montbray (ap. 1118-1188), seigneur de Montbray en Normandie et lord d'Axholme en Angleterre, fut un important baron anglo-normand des règnes d'Étienne et Henri II d'Angleterre et ainsi qu'un croisé.

## Néel d'Aubigny
Il est le fils de Néel d'Aubigny († 1129) et de sa seconde femme Gundred de Gournay. Son père est l'un des « nouveaux hommes » d'Henri Ier. Il est un important officier royal dans le nord de l'Angleterre et a la garde du stratégique château d'York. Néel, cadet sans terre, reçoit en récompense de nombreux domaines du roi. Celui-ci lui permet d'épouser en premières noces Mathilde de l'Aigle, l'ex-épouse de Robert de Montbray, comte de Northumbrie, emprisonné à vie pour trahison en 1095. Il lui donne les terres confisquées à l'ancien comte en Normandie, l'honneur de Montbray. Néel conserve ces terres même après son divorce pour cause de consanguinité. En 1118, il épouse alors Gundred de Gournay, qui lui apporte en dot le château d'Écouché (Orne). Néel d'Aubigny reçoit aussi un vaste honneur en Angleterre qui doit un service de 88 chevaliers, constitué de terres confisquées à Robert de Stuteville après la bataille de Tinchebray (1106), entre autres. À sa mort, il est l'un des plus puissants barons anglo-normands.

## Biographie

### Début de carrière
Son fils et héritier Roger prend le toponyme de Montbray lorsqu'il lui succède. Il est donc le premier membre de la seconde famille de Montbray. Alors qu'il n'est pas encore majeur, il prend part à la victoire anglaise contre l'armée écossaise à la bataille de l'Étendard, en 1138. D'après Ailred de Rievaulx, il est placé en sécurité à l'abri d'autres chevaliers dans l'armée anglaise. Toutefois, cette même année 1138, il est en possession de son héritage, car il fait don de terres à l'abbaye de Byland. Il est possible qu'il ait été récompensé pour sa participation à la bataille par une fin anticipée de sa minorité.
Il est fidèle à Étienne d'Angleterre durant la guerre civile pour le trône d'Angleterre. Il combat à ses côtés à Lincoln en 1141, contre les troupes de Mathilde l'Emperesse, menées par Robert, le comte de Gloucester, et Ranulf, le comte de Chester. Tout comme le roi, il est capturé. C'est probablement à la suite d'un accord passé pour sa libération qu'il inféode un fief devant un service de 14 chevaliers à Eustache FitzJohn, un proche du comte de Chester. Son mariage avec Alice, fille de Gautier de Gand et veuve de Ilbert de Lacy, peu après, et peut-être aussi le résultat de sa capture et de la volonté du comte de Chester de se créer un large réseau d'alliés.
Il participe à la deuxième croisade entre 1147 et 1149, accompagnant Louis VII de France. La campagne en Terre sainte est une débâcle, mais Roger de Montbray réussit à survivre, et selon Jean de Hexham, réussit en plus à se couvrir de gloire en battant un chef musulman en combat singulier.

### Sous Henri II
Après le débarquement en Angleterre de Henri Plantagenêt, le fils de l'Emperesse, en 1149, Roger se joint probablement à ses campagnes, espérant regagner la garde du château d'York que son père avait eu autrefois. Il reprend possession de ses territoires normands qui avaient été perdus au profit de Geoffroy Plantagenêt, le comte d'Anjou, lors de sa conquête de la Normandie. Vers 1172, il transmet ces territoires à son fils aîné Néel. Celui-ci est déjà largement impliqué dans l'administration des domaines anglais de son père.
En 1174, il prend part à la révolte d'Henri le Jeune roi contre son père Henri II. Sa motivation première est certainement l'espoir d'améliorer sa position en Angleterre en devenant l'un des favoris du jeune roi, amené à gouverner un jour ou l'autre. Roger de Montbray est probablement déçu de son destin sous le gouvernement de Henri II. Il n'a pas réussi à obtenir la garde du château de York et il a été forcé, par le roi, d'inféoder un bon nombre de fiefs à Robert III de Stuteville, favori royal et shérif du Yorkshire.
Roger de Montbray rebâtit rapidement un château à Kinnard sur l'île d'Axholme (Lincolnshire), fortifie ses autres châteaux de Kirkby Malzeard et Thirsk (Yorkshire), et y met des troupes en garnison. Assuré d'un fort soutien de la noblesse du Yorkshire, il établit ainsi un lien entre les rebelles des Midlands et le roi d'Écosse. Mais Geoffroy, fils illégitime du roi et évêque de Lincoln, intervient rapidement et assiège puis détruit le château de Kinnard en mai 1174. Ses troupes capturent Robert de Montbray, le plus jeune fils de Roger, alors que ce dernier se dirige vers Leicester pour y chercher de l'aide. L'évêque continue sur sa lancée, et se dirigeant vers York, capture et détruit en partie le château de Kirkby Malzeard, et assiège Thirsk. Un contre-château est construit près de Topcliffe, et placé sous la garde de Guillaume de Stuteville, fils du rival de Roger de Montbray.
Roger a entretemps rejoint la cour d'Écosse et fait alliance avec le roi Guillaume le Lion, lui donnant son fils Néel en otage comme garantie. Peu après, les deux hommes tombent dans une embuscade près d'Alnwick, et alors que Montbray réussit à s'enfuir, le roi d'Écosse est capturé. Le 31 juillet 1174, Roger de Montbray n'a d'autre choix que de se soumettre à Henri II à Northampton et de lui rendre le château de Thirsk. Il ne souffre pas de conséquences directes de sa rébellion, mais ses châteaux sont détruits et le roi lui voue une rancune tenace.

### Fin de carrière
Roger de Montbray est reconnu comme étant un combattant capable. Jean de Hexham le décrit comme l'un des meilleurs guerriers de son temps. Il semble qu'il ait pris part à la croisade de Philippe de Flandre en 1177. Il retourne certainement en Terre sainte en 1186 et y reste jusqu'à la fin de sa vie. En juillet 1187, il se retrouve une fois de plus dans le camp des vaincus lors de la désastreuse bataille de Hattin. Il est capturé avec Guy de Lusignan, mais l'année suivante, les Templiers obtiennent sa libération en versant une rançon. Il meurt peu après.
Il est un homme très pieux et un bienfaiteur généreux de nombreuses maisons ecclésiastiques, dont l'ordre du Temple. Il fonde l'abbaye savignienne de Byland et le prieuré augustinien de Newburgh. Du fait de sa grande générosité, son patrimoine s'en trouve fortement affecté. Il inféode une grande partie de son vaste honneur et, après sa rébellion de 1174, vend des terres et des domaines. À la fin de sa vie, il ne tient plus en propre que six seigneuries, mais elles lui suffisent pour que sa famille continue à tenir son rang dans le baronnage.

## Famille et descendance
Peu après 1141, il épouse Alice († v. 1181), fille de Gautier de Gand (baron propriétaire dans le Lincolnshire) et Mathilde de Penthièvre. Alice est veuve de Ilbert de Lacy. Ils ont pour descendance connue :
- Néel († 1191), meurt durant la troisième croisade ;
- Robert († ap. 1176) ;
- Une fille qui épouse Guillaume de Daiville.

### Sources
- Hugh M. Thomas, « Mowbray, Sir Roger (I) de (d. 1188) », Oxford Dictionary of National Biography, Oxford University Press, 2004. Version de novembre 2008. DOI 10.1093/ref:odnb/19458.